# Schnitzer Motorsport
La Schnitzer Motorsport è stata una scuderia automobilistica tedesca con sede Freilassing. Fondata nel 1963, ha operato come scuderia ufficiale BMW per oltre 50 anni fino al 2020, in particolare nelle competizioni turismo e prototipi. Nel suo palmarès può vantare una vittoria alla 24 Ore di Le Mans, due titoli DTM, un titolo del mondo turismo e due titoli europei turismo. Dalla scuderia è nata inoltre la AC Schnitzer, azienda specializzata nell'elaborazione di vetture che è però oggi completamente indipendente da essa.

## Storia
Nel 1963 i fratelli Josef ed Herbert Schnitzer hanno comprato una Fiat incidentata con l'obiettivo di ricostruirla e utilizzarla per correre. A quel tempo il loro patrigno, Karl Lamm, era proprietario di un'autofficina e di una concessionaria di automobili. Nel 1966 Josef Schnitzer ha vinto il campionato tedesco turismo alla guida di una BMW 2000ti preparata da lui stesso. Nel 1968 i due fratelli hanno scelto di ritirarsi dalle competizioni per concentrarsi sulla gestione della scuderia. Lo stesso anno arrivano i primi importanti successi nelle corse. Una BMW 2002ti, guidata da Ernst Furtmayr, si aggiudica infatti il campionato europeo della montagna. Il pilota tedesco si ripeterà poi anche nel 1969 e nel 1970.
Nel corso degli anni '70 anche i fratellastri minori degli Schnitzer, Charly e Dieter Lamm, entrano in società. Il primo, in particolare, assumerà dopo qualche anno la guida della scuderia e la manterrà fino al 2018. Nel 1971 il pilota svizzero Walter Brun, ingaggiato per sostituire Furtmayr vince alla guida di una BMW 2.8 CS il campionato europeo della montagna, permettendo al team di aggiudicarsi il suo quarto titolo consecutivo. Negli anni successivi la scuderia passa al Deutsche Rennsport Meisterschaft. Nel 1975 il pilota tedesco Albrecht Krebs, alla guida di una BMW 3.5 CSL, si presenta in prima posizione alla gara finale del campionato, disputatasi all'Hockenheimring. A causa della rottura di una valvola al decimo giro, tuttavia, Krebs è costretto al ritiro e si classifica al terzo posto finale. Negli stessi anni la scuderia inizia a costruire per conto della BMW i motori destinati al campionato europeo di Formula 2. Nel 1975 il francese Jacques Laffite, alla guida di una Martini motorizzata Schnitzer, vince il campionato permettendo alla scuderia di aggiudicarsi il suo primo titolo tra le monoposto. Nel 1978 Harald Ertl, alla guida di una BMW 320 Turbo, si aggiudica il Deutsche Rennsport Meisterschaft. La stagione si rivelerà però tragica, dal momento che i successi della scuderia verranno oscurati dall'improvvisa scomparsa di Josef Schnitzer in un incidente stradale nei pressi di Zolder.
Negli anni '80 la scuderia è passata al campionato europeo turismo. Nel 1983 Dieter Quester, alla guida di una BMW 635 CSi con specifiche del gruppo A, ha vinto il campionato. Questo ha permesso alla scuderia di aggiudicarsi il suo sesto titolo europeo dopo quelli nel CEM e quelli in Formula 2 come fornitore di motori. Nel 1985 una BMW 635 CSi guidata da un equipaggio composto da Roberto Ravaglia, Gerhard Berger e Marc Surer ha vinto la 24 Ore di Spa, permettendo alla scuderia di aggiudicarsi la sua prima gara di durata. In quell'occasione la scuderia è riuscita inoltre a fare una doppietta, dal momento che al secondo posto di è classificata un'altra 635 della Schnitzer Motorsport, portata in pista da un equipaggio composto da Dieter Quester, Markus Östreich e Johnny Cecotto. Nel 1987 la scuderia, la cui officina era situata in Baviera insieme ad una concessionaria ufficiale BMW, ha aperto una seconda divisione ad Aquisgrana, non lontano dal confine col Belgio. Quest'ultima diventerà nota come AC Schnitzer ("AC" è la sigla della città di Aquisgrana nelle targhe tedesche) ed è oggi completamente indipendente dalla Schnitzer Motorsport.
Nel 1986 la scuderia si è aggiudicata il suo secondo titolo europeo turismo con una BMW 636 CSi guidata da Roberto Ravaglia. Questo sarà il primo di una lunga serie di successi del pilota italiano con la scuderia tedesca. L'anno successivo la scuderia passa al campionato del mondo turismo. Ravaglia vincerà l'edizione inaugurale del campionato a bordo della nuova BMW M3. Il pilota è rimasto il campione del mondo in carica per ben 18 anni, dal momento che il campionato si è sciolto dopo una sola stagione ed è ripreso solo nel 2005. Tornato nel campionato europeo turismo, Ravaglia si aggiudica nel 1988 il suo terzo titolo consecutivo con la Schnitzer Motorsport. Nel 1989 la scuderia si iscrive al Deutsche Tourenwagen Meisterschaft e vince, sempre grazie a Ravaglia, il suo quarto titolo consecutivo. Nello stesso anno, inoltre, Johnny Cecotto vince il campionato italiano superturismo sempre a bordo di una BMW M3 con specifiche del gruppo A. Nel 1990 Ravaglia passa anch'esso al campionato italiano superturismo e si aggiudica il suo quinto titolo consecutivo con la scuderia tedesca.
Nel 1993, in seguito al ritiro della BMW dal DTM, la scuderia si è iscritta al campionato britannico turismo. Alla sua stagione di debutto Joachim Winkelhock, soprannominato "Smoking Joe", si è aggiudicato il campionato alla guida di una BMW 318i. Nel 1994 partecipa anche al campionato dell'Asia-Pacifico turismo, aggiudicandosi il titolo finale grazie a Winkelhock. Nello stesso anno la scuderia ha fatto inoltre ritorno alle competizioni tedesche dopo appena un anno di assenza debuttando nella Super Tourenwagen Cup vincendo il campionato grazie a Johnny Cecotto. A questo seguiranno altri due titoli nel 1995 e nel 1998. Nel 1997 la scuderia ha ricevuto quello che è probabilmente ancora oggi l'incarico più importante della sua storia, diventando il team ufficiale BMW nelle competizioni prototipi e in particolare nella 24 Ore di Le Mans. Nel 1998 la Schnitzer Motorsport, complice anche la scarsa competitività delle BMW V12 LM affidatele, non ha ottenuto risultati di rilievo. Nel 1999, con il debutto di una versione aggiornata del prototipo, denominata V12 LMR, la scuderia ha ottenuto risultati importantissimi, aggiudicandosi la 24 Ore di Le Mans di quell'anno grazie all'equipaggio composto da Joachim Winkelhock, Pierluigi Martini e Yannick Dalmas. Al termine della stagione 2000 la BMW ha scelto di chiudere il programma per concentrarsi sulla Formula 1.
Nonostante la chiusura del progetto, la scuderia ha continuato la sua collaborazione con BMW nelle American Le Mans Series ma in una classe minore. Nel 2001 è stata infatti presentata la BMW M3 GTR, grazie alla quale la Schnitzer Motorsport si è aggiudicata sia il titolo piloti che il titolo scuderie nella classe GT. Ritirata a fine anno a causa di un cambio regolamentare nel campionato la vettura è tornata alle competizioni nel 2003 disputando la 24 Ore del Nürburgring. Dopo un debutto deludente, nel 2004 la M3 GTR dell'equipaggio composto da Dirk Müller, Jörg Müller e Hans-Joachim Stuck, mentre al secondo posto si classifica la vettura gemella guidata dall'equipaggio composto da Pedro Lamy, Duncan Huisman e Boris Said. Le due vetture bavaresi ottengono una doppietta anche nel 2005, anche se questa volta è l'equipaggio composto da Pedro Lamy, Duncan Huisman, Boris Said e Andy Priaulx a classificarsi davanti a Dirk Müller, Jörg Müller e Hans-Joachim Stuck. Al termine della gara la vettura è stata ritirata definitivamente dalle corse. Tra il 2005 e il 2009 la scuderia ha militato nel campionato del mondo turismo, ottenendo 25 vittorie con le BMW 320i e 320si. Nonostante ciò, non è riuscita in questi anni ad ottenere un altro titolo mondiale. Al termine della stagione 2009 la BMW ha deciso di ridurre il suo impegno nel campionato e per questo la Schnitzer Motorsport si è ritirata.
Nel 2011 la scuderia è stata scelta dalla BMW come uno dei suoi team ufficiali per il ritorno della casa automobilistica bavarese nel DTM a partire dalla stagione successiva. Come nel 1989, la Schnitzer Motorsport si è aggiudicata il titolo piloti nella sua stagione di debutto il titolo piloti grazie al canadese Bruno Spengler. La scuderia di Freilassing si è inoltre aggiudicata il titolo scuderie. Negli anni successivi, tuttavia, il team non riuscirà più a ripetersi, ottenendo risultati peggiori di anno in anno. Al termine della stagione 2016 la BMW ha scelto di ridurre il suo impegno nel campionato e per questo motivo la Schnitzer Motorsport è stata costretta a lasciare nuovamente il campionato. Nel 2014 il team è stato colpito da un grave lutto quando Dieter Lamm è scomparso all'età di 59 anni dopo una lunga malattia. Fratellastro dei fondatori dell'azienda, Lamm faceva parte dello staff dirigenziale della Schnitzer Motorsport fin dai primi anni di vita della scuderia, occupandosi dei processi tecnici e della logistica.
A partire dalla stagione 2017 la scuderia è passata alle competizioni per vetture gran turismo, schierando due BMW M6 con specifiche GT3 nel VLN e negli ADAC GT Masters sempre come team ufficiale BMW. Nello stesso anno ha inoltre partecipato alla FIA GT World Cup, classificandosi al quarto posto finale. La stagione 2018 è iniziata con l'iscrizione alla 12 Ore di Bathurst. Dopo aver ottenuto la pole position, la vettura guidata dall'equipaggio composto da Chaz Mostert, Marco Wittmann e Augusto Farfus è stata costretta al ritiro a causa di un incidente dopo nove ore e mezza di gara. Successivamente ha partecipato agli ADAC GT Masters con due BMW M6 GT3, ottenendo come miglior risultato un doppio podio nella seconda gara disputatasi al Red Bull Ring. Nel 2019 Charly Lamm, storico direttore della scuderia, ha annunciato il suo ritiro ed è stato sostituito da Herbert Schnitzer Jr. Lamm morirà improvvisamente solo pochi mesi dopo all'età di 63 anni. Nello stesso anno la scuderia è stata scelta per rappresentare la BMW nell'Intercontinental GT Challenge, correndo in cinque continenti diversi - Oceania (Bathurst), America del Nord (Laguna Seca), Europa (Spa), Asia (Suzuka) e Africa (Kyalami). Oltre a questo ha partecipato alla 24 Ore del Nürburgring e alla FIA GT World Cup. Nel 2020 la scuderia ha collaborato attivamente nello sviluppo e nel collaudo della versione GT3 della nuova BMW M4. Nello stesso anno ha nuovamente partecipato alla 24 Ore del Nürburgring, classificandosi al terzo posto finale. 
Il 4 dicembre 2020 la BMW ha annunciato che, a causa delle ingenti perdite subite durante la pandemia di COVID-19, non avrebbe rinnovato il suo accordo con la Schnitzer Motorsport, in scadenza a fine anno. Il 5 febbraio 2021 Herbert Schnitzer Jr. ha dichiarato di aver avviato la messa in liquidazione della società, non essendo riuscito a trovare un nuovo costruttore o nuovi sponsor. Nell'aprile dello stesso anno è terminata la vendita di tutte le proprietà della società, che ha così terminato di esistere dopo quasi 60 anni di storia.

## Risultati

### 24 Ore di Le Mans
| Anno | Vettura     | Equipaggio                                          | Classe | Giri | Pos. | Pos. Classe |
| ---- | ----------- | --------------------------------------------------- | ------ | ---- | ---- | ----------- |
| 1998 | BMW V12 LM  | Joachim Winkelhock Pierluigi Martini Johnny Cecotto | LMP1   | 43   | Rit  | Rit         |
| 1998 | BMW V12 LM  | Tom Kristensen Hans-Joachim Stuck Steve Soper       | LMP1   | 60   | Rit  | Rit         |
| 1999 | BMW V12 LMR | Joachim Winkelhock Pierluigi Martini Yannick Dalmas | LMP    | 365  | 1°   | 1°          |
| 1999 | BMW V12 LMR | Tom Kristensen JJ Lehto Jörg Müller                 | LMP    | 304  | Rit  | Rit         |

### American Le Mans Series
| Anno | Classe | Vettura     | Pilota             | 1       | 2       | 3       | 4      | 5     | 6      | 7      | 8      | 9       | 10     | 11     | 12     | PP  | Punti | PS | Punti |
| ---- | ------ | ----------- | ------------------ | ------- | ------- | ------- | ------ | ----- | ------ | ------ | ------ | ------- | ------ | ------ | ------ | --- | ----- | -- | ----- |
| 1999 | LMP    | BMW V12 LMR | JJ Lehto           | SEB 1   | ATL     | MOP NP  | SPR 1  | POR 2 | PLM 3  | LGA 1  | LVM 1  |         |        |        |        | 4°  | 123   | 2° | 147   |
| 1999 | LMP    | BMW V12 LMR | Jörg Müller        | SEB 1   | ATL     | MOP NP  | SPR    | POR   | PLM 3  | LGA    | LVM    |         |        |        |        | 21° | 52    | 2° | 147   |
| 1999 | LMP    | BMW V12 LMR | Steve Soper        | SEB Rit | ATL     | MOP     | SPR 1  | POR 2 | PLM 2  | LGA 1  | LVM 1  |         |        |        |        | 5°  | 122   | 2° | 147   |
| 1999 | LMP    | BMW V12 LMR | Tom Kristensen     | SEB 1   | ATL     | MOP     | SPR    | POR   | PLM    | LGA    | LVM    |         |        |        |        | 33° | 31    | 2° | 147   |
| 1999 | LMP    | BMW V12 LMR | Joachim Winkelhock | SEB Rit | ATL     | MOP NP  | SPR 5  | POR 4 | PLM 2  | LGA 3  | LVM 2  |         |        |        |        | 14° | 79    | 2° | 147   |
| 1999 | LMP    | BMW V12 LMR | Bill Auberlen      | SEB Rit | ATL     | MOP NP  | SPR 5  | POR 4 | PLM 2  | LGA 3  | LVM 2  |         |        |        |        | 9°  | 95    | 2° | 147   |
| 1999 | LMP    | BMW V12 LMR | Pierluigi Martini  | SEB Rit | ATL     | MOP     | SPR    | POR   | PLM    | LGA    | LVM    |         |        |        |        | 88° | 1     | 2° | 147   |
| 1999 | LMP    | BMW V12 LMR | Yannick Dalmas     | SEB Rit | ATL     | MOP     | SPR    | POR   | PLM    | LGA    | LVM    |         |        |        |        | 88° | 1     | 2° | 147   |
| 2000 | LMP    | BMW V12 LMR | JJ Lehto           | SEB 3   | CHA 1   | SIL 1   | NÜR 2  | SPR 3 | MOP 2  | TEX 4  | POR 3  | PLM 5   | LGA 3  | LVM 26 | ADE    | 5°  | 221   | 2° | 219   |
| 2000 | LMP    | BMW V12 LMR | Jörg Müller        | SEB 3   | CHA 1   | SIL 1   | NÜR 2  | SPR 3 | MOP 2  | TEX 4  | POR 3  | PLM 5   | LGA 3  | LVM 26 | ADE    | 5°  | 221   | 2° | 219   |
| 2000 | LMP    | BMW V12 LMR | Bill Auberlen      | SEB 4   | CHA 4   | SIL Rit | NÜR 10 | SPR 4 | MOP 3  | TEX 5  | POR 18 | PLM Rit | LGA 4  | LVM 3  | ADE 10 | 9°  | 161   | 2° | 219   |
| 2000 | LMP    | BMW V12 LMR | Jean-Marc Gounon   | SEB 4   | CHA 4   | SIL Rit | NÜR 10 | SPR 4 | MOP 3  | TEX 5  | POR 18 | PLM Rit | LGA 4  | LVM 3  | ADE    | 10° | 153   | 2° | 219   |
| 2000 | LMP    | BMW V12 LMR | Steve Soper        | SEB 4   | CHA     | SIL     | NÜR    | SPR   | MOP    | TEX    | POR    | PLM     | LGA    | LVM    | ADE    | 38° | 22    | 2° | 219   |
| 2001 | GT     | BMW M3 GTR  | JJ Lehto           | TEX 12  | SEB 10  | DON Rit | JAR 6  | SPR 7 | POR 10 | MOP 10 | MOH 14 | LGA 9   | PLM 12 |        |        | 2°  | 186   | 1° | 194   |
| 2001 | GT     | BMW M3 GTR  | Jörg Müller        | TEX 12  | SEB 10  | DON Rit | JAR 6  | SPR 7 | POR 10 | MOP 10 | MOH 14 | LGA 9   | PLM 9  |        |        | 1°  | 191   | 1° | 194   |
| 2001 | GT     | BMW M3 GTR  | Dirk Müller        | TEX     | SEB Rit | DON Rit | JAR 5  | SPR 9 | POR 11 | MOP 11 | MOH 15 | LGA 12  | PLM 9  |        |        | 6°  | 164   | 1° | 194   |
| 2001 | GT     | BMW M3 GTR  | Fredrik Ekblom     | TEX     | SEB Rit | DON Rit | JAR 5  | SPR 9 | POR 11 | MOP 11 | MOH 15 | LGA 12  | PLM 12 |        |        | 7°  | 159   | 1° | 194   |
| 2001 | GT     | BMW M3 GTR  | Karl Wendlinger    | TEX     | SEB     | DON     | JAR    | SPR   | POR    | MOP    | MOH    | LGA     | PLM 12 |        |        | 33° | 22    | 1° | 194   |

### Campionato europeo turismo
| Anno | Vettura  | Pilota      | 1       | 2       | 3        | 4         | 5       | 6         | 7        | 8         | 9         | 10       | 11      | 12        | 13        | 14        | 15      | 16        | 17       | 18        | 19        | 20       | Pos. | Punti |
| ---- | -------- | ----------- | ------- | ------- | -------- | --------- | ------- | --------- | -------- | --------- | --------- | -------- | ------- | --------- | --------- | --------- | ------- | --------- | -------- | --------- | --------- | -------- | ---- | ----- |
| 2002 | BMW 320i | Jörg Müller | MAG 1 5 | MAG 2 5 | SIL 1 3  | SIL 2 8   | BRN 1 5 | BRN 2 4   | JAR 1 3  | JAR 2 4   | AND 1 4   | AND 2 1  | OSC 1 2 | OSC 2     | BEL 1 2   | BEL 2 1   | PER 1 4 | PER 2 3   | DON 1 5  | DON 2 1   | EST 1 4   | EST 2 1  | 2°   | 93    |
| 2002 | BMW 320i | Dirk Müller | MAG 1 3 | MAG 2 3 | SIL 1 5  | SIL 2 4   | BRN 1 2 | BRN 2     | JAR 1 4  | JAR 2 3   | AND 1 Rit | AND 2 6  | OSC 1   | OSC 2 1   | BEL 1 Rit | BEL 2 NP  | PER 1 3 | PER 2 6   | DON 1    | DON 2 5   | EST 1 Rit | EST 2 NP | 4°   | 70    |
| 2003 | BMW 320i | Jörg Müller | CAT 1 4 | CAT 2   | MAG 1    | MAG 2 1   | PER 1 6 | PER 2 Rit | BRN 1 SQ | BRN 2 16† | DON 1 4   | DON 2 1  | BEL 1 3 | BEL 2 4   | AND 1 4   | AND 2 4   | OSC 1   | OSC 2 4   | EST 1 4  | EST 2 5   | MNZ 1 11† | MNZ 2 1  | 2°   | 106   |
| 2003 | BMW 320i | Dirk Müller | CAT 1 5 | CAT 2 1 | MAG 1 11 | MAG 2 Rit | PER 1 2 | PER 2 Rit | BRN 1    | BRN 2 3   | DON 1 3   | DON 2 16 | BEL 1 2 | BEL 2 3   | AND 1 3   | AND 2 Rit | OSC 1 9 | OSC 2 Rit | EST 1 13 | EST 2 7   | MNZ 1 Rit | MNZ 2 NP | 5°   | 66    |
| 2003 | BMW 320i | Jörg Müller | MNZ 1 4 | MNZ 2 1 | VAL 1 6  | VAL 2 5   | MAG 1 2 | MAG 2 4   | HOC 1 4  | HOC 2 1   | BRN 1 7   | BRN 2 4  | DON 1 2 | DON 2 Rit | BEL 1 2   | BEL 2 1   | IMO 1 7 | IMO 2 Rit | OSC 1 4  | OSC 2 Rit | DUB 1 6   | DUB 2 12 | 4°   | 93    |
| 2003 | BMW 320i | Dirk Müller | MNZ 1 3 | MNZ 2 3 | VAL 1 5  | VAL 2 4   | MAG 1   | MAG 2 6   | HOC 1 2  | HOC 2 3   | BRN 1 4   | BRN 2 1  | DON 1 9 | DON 2 4   | BEL 1     | BEL 2     | IMO 1 8 | IMO 2 3   | OSC 1 3  | OSC 2     | DUB 1 17† | DUB 2 5  | 2°   | 111   |

### Campionato del mondo turismo
| Anno | Vettura   | Pilota         | 1        | 2         | 3        | 4        | 5         | 6         | 7        | 8        | 9         | 10       | 11        | 12        | 13        | 14       | 15        | 16        | 17        | 18        | 19        | 20        | 21        | 22        | 23       | 24        | Pos. | Punti |
| ---- | --------- | -------------- | -------- | --------- | -------- | -------- | --------- | --------- | -------- | -------- | --------- | -------- | --------- | --------- | --------- | -------- | --------- | --------- | --------- | --------- | --------- | --------- | --------- | --------- | -------- | --------- | ---- | ----- |
| 2005 | BMW 320i  | Jörg Müller    | ITA 1 29 | ITA 2 4   | FRA 1    | FRA 2 1  | GBR 1 9   | GBR 2 7   | EUR 1 27 | EUR 2 12 | MES 1 NP  | MES 2 NP | BEL 1 3   | BEL 2 16  | GER 1 3   | GER 2 3  | TUR 1 Rit | TUR 2 12  | SPA 1 5   | SPA 2 1   | MAC 1 Rit | MAC 2 NP  |           |           |          |           | 5°   | 59    |
| 2005 | BMW 320i  | Dirk Müller    | ITA 1    | ITA 2     | FRA 1 6  | FRA 2    | GBR 1 10  | GBR 2 6   | EUR 1 4  | EUR 2 1  | MES 1 18† | MES 2 16 | BEL 1     | BEL 2 5   | GER 1 4   | GER 2 6  | TUR 1 9   | TUR 2 5   | SPA 1 2   | SPA 2 4   | MAC 1 10  | MAC 2 Rit |           |           |          |           | 2°   | 86    |
| 2006 | BMW 320si | Jörg Müller    | ITA 1 28 | ITA 2 25† | FRA 1 2  | FRA 2    | GBR 1 Rit | GBR 2 Rit | GER 1 7  | GER 2 1  | BRA 1 9   | BRA 2 7  | MES 1 19  | MES 2 15  | CEC 1     | CEC 2 4  | TUR 1 Rit | TUR 2 8   | SPA 1 6   | SPA 2 1   | MAC 1 6   | MAC 2 1   |           |           |          |           | 2°   | 72    |
| 2006 | BMW 320si | Dirk Müller    | ITA 1 4  | ITA 2 Rit | FRA 1    | FRA 2 NP | GBR 1 9   | GBR 2 6   | GER 1 2  | GER 2 3  | BRA 1 20  | BRA 2 15 | MES 1 6   | MES 2 4   | CEC 1 9   | CEC 2 5  | TUR 1 4   | TUR 2 7   | SPA 1 11  | SPA 2 7   | MAC 1 14  | MAC 2 8   |           |           |          |           | 6°   | 54    |
| 2007 | BMW 320si | Augusto Farfus | BRA 1 3  | BRA 2 1   | OLA 1 5  | OLA 2    | SPA 1 22† | SPA 2 10  | FRA 1 7  | FRA 2 1  | CEC 1 4   | CEC 2    | POR 1 9   | POR 2 6   | SVE 1 16  | SVE 2 9  | GER 1 7   | GER 2 1   | GBR 1 11  | GBR 2 Rit | ITA 1 7   | ITA 2 Rit | MAC 1 26† | MAC 2 NP  |          |           | 4°   | 71    |
| 2007 | BMW 320si | Jörg Müller    | BRA 1    | BRA 2 3   | OLA 1 10 | OLA 2 3  | SPA 1 8   | SPA 2     | FRA 1 11 | FRA 2 10 | CEC 1 2   | CEC 2 1  | POR 1 8   | POR 2     | SVE 1 15  | SVE 2 10 | GER 1 4   | GER 2 Rit | GBR 1 14  | GBR 2 7   | ITA 1 16  | ITA 2 14  | MAC 1 13  | MAC 2 20† |          |           | 7°   | 66    |
| 2008 | BMW 320si | Augusto Farfus | BRA 1 SQ | BRA 2 6   | MES 1 11 | MES 2 10 | SPA 1 Rit | SPA 2 20  | FRA 1    | FRA 2 6  | CEC 1 4   | CEC 2 3  | POR 1 Rit | POR 2 10  | GBR 1 Rit | GBR 2 6  | GER 1     | GER 2 6   | EUR 1 7   | EUR 2 8   | ITA 1 Rit | ITA 2 8   | GPN 1 6   | GPN 2     | MAC 1 4  | MAC 2 11† | 6°   | 63    |
| 2008 | BMW 320si | Jörg Müller    | BRA 1 3  | BRA 2 4   | MES 1 14 | MES 2 12 | SPA 1 5   | SPA 2 4   | FRA 1 9  | FRA 2 13 | CEC 1 5   | CEC 2 7  | POR 1 9   | POR 2 7   | GBR 1     | GBR 2 4  | GER 1 26  | GER 2 9   | EUR 1 8   | EUR 2     | ITA 1 9   | ITA 2 10  | GPN 1 2   | GPN 2 Rit | MAC 1 10 | MAC 2 Rit | 7°   | 60    |
| 2009 | BMW 320si | Augusto Farfus | BRA 1 5  | BRA 2 6   | MES 1 2  | MES 2 4  | MAR 1 12  | MAR 2 6   | FRA 1 2  | FRA 2    | SPA 1 4   | SPA 2 1  | CEC 1 Rit | CEC 2 Rit | POR 1 8   | POR 2 1  | GBR 1 8   | GBR 2 1   | GER 1 5   | GER 2 1   | ITA 1 NC  | ITA 2 8   | GPN 1 8   | GPN 2 1   | MAC 1 8  | MAC 2 1   | 3°   | 113   |
| 2009 | BMW 320si | Jörg Müller    | BRA 1 NC | BRA 2 5   | MES 1 5  | MES 2 13 | MAR 1 8   | MAR 2 4   | FRA 1 3  | FRA 2 18 | SPA 1 6   | SPA 2    | CEC 1 2   | CEC 2 7   | POR 1 11  | POR 2 8  | GBR 1 6   | GBR 2     | GER 1 Rit | GER 2 4   | ITA 1 NC  | ITA 2 15  | GPN 1 2   | GPN 2 16  | MAC 1 7  | MAC 2     | 6°   | 76    |

### Deutsche Tourenwagen Masters
| Anno | Vettura    | Pilota                 | 1         | 2         | 3        | 4        | 5         | 6        | 7         | 8         | 9         | 10       | 11       | 12        | 13       | 14       | 15       | 16       | 17       | 18        | PP  | Punti | PS  | Punti |
| ---- | ---------- | ---------------------- | --------- | --------- | -------- | -------- | --------- | -------- | --------- | --------- | --------- | -------- | -------- | --------- | -------- | -------- | -------- | -------- | -------- | --------- | --- | ----- | --- | ----- |
| 2012 | BMW M3 DTM | Bruno Spengler         | HOC Rit   | LAU 1     | BRH 2    | SPL Rit  | NOR 3     | NÜR 1    | ZAN 6     | OSC 1     | VAL 6     | HOC 1    |          |           |          |          |          |          |          |           | 1°  | 149   | 1°  | 178   |
| 2012 | BMW M3 DTM | Dirk Werner            | HOC 17    | LAU 19    | BRH 16   | SPL Rit  | NOR 10    | NÜR 12   | ZAN 8     | OSC 4     | VAL 9     | HOC 5    |          |           |          |          |          |          |          |           | 9°  | 29    | 1°  | 178   |
| 2013 | BMW M3 DTM | Bruno Spengler         | HOC 5     | BRH 2     | SPL 1    | LAU 7    | NOR 6     | MSC 19   | NÜR 14    | OSC 21†   | ZAN 20    | HOC 3    |          |           |          |          |          |          |          |           | 3°  | 82    | 4°  | 112   |
| 2013 | BMW M3 DTM | Dirk Werner            | HOC 2     | BRH 12    | SPL 8    | LAU 13   | NOR 11    | MSC 8    | NÜR 15    | OSC 13    | ZAN 21†   | HOC 8    |          |           |          |          |          |          |          |           | 13° | 30    | 4°  | 112   |
| 2014 | BMW M4 DTM | Martin Tomczyk         | HOC 7     | OSC 9     | HUN 13   | NOR Rit  | MSC 13    | SPL 4    | NÜR 8     | LAU 8     | ZAN 3     | HOC 7    |          |           |          |          |          |          |          |           | 6°  | 49    | 6°  | 91    |
| 2014 | BMW M4 DTM | Bruno Spengler         | HOC 6     | OSC 12    | HUN 3    | NOR 11   | MSC 2     | SPL 10   | NÜR 12    | LAU 15    | ZAN 16    | HOC 12   |          |           |          |          |          |          |          |           | 11° | 42    | 6°  | 91    |
| 2015 | BMW M4 DTM | António Félix da Costa | HOC 1 13  | HOC 2 20  | LAU 1 19 | LAU 2 14 | NOR 1 12  | NOR 2 12 | ZAN 1 2   | ZAN 2 1   | SPL 1 13  | SPL 2 10 | MSC 1 11 | MSC 2 22  | OSC 1 3  | OSC 2 4  | NÜR 1 9  | NÜR 2 15 | HOC 1 11 | HOC 2 7   | 11° | 79    | 11° | 106   |
| 2015 | BMW M4 DTM | Martin Tomczyk         | HOC 1 Rit | HOC 2 4   | LAU 1 12 | LAU 2 11 | NOR 1 6   | NOR 2 11 | ZAN 1 Rit | ZAN 2 Rit | SPL 1 Rit | SPL 2 12 | MSC 1 17 | MSC 2 Rit | OSC 1 8  | OSC 2 20 | NÜR 1 NP | NÜR 2 9  | HOC 1 15 | HOC 2 10  | 19° | 27    | 11° | 106   |
| 2016 | BMW M4 DTM | António Félix da Costa | HOC 1 7   | HOC 2 Rit | SPL 1 22 | SPL 2 21 | LAU 1 15  | LAU 2 14 | NOR 1 9   | NOR 2 SQ  | ZAN 1 6   | ZAN 2 17 | MSC 1 20 | MSC 2 19  | NÜR 1 20 | NÜR 2 19 | HUN 1 16 | HUN 2 3  | HOC 1 4  | HOC 2 Rit | 17° | 43    | 11° | 59    |
| 2016 | BMW M4 DTM | Martin Tomczyk         | HOC 1 12  | HOC 2 9   | SPL 1 5  | SPL 2 19 | LAU 1 Rit | LAU 2 18 | NOR 1 12  | NOR 2 10  | ZAN 1 19  | ZAN 2 11 | MSC 1 21 | MSC 2 23  | NÜR 1 16 | NÜR 2 12 | HUN 1 23 | HUN 2 9  | HOC 1 20 | HOC 2 10  | 21° | 16    | 11° | 59    |

### ADAC GT Masters
| Anno | Vettura    | Pilota           | 1        | 2        | 3        | 4         | 5       | 6        | 7         | 8        | 9        | 10       | 11       | 12       | 13       | 14       | PP  | Punti | PS | Punti |
| ---- | ---------- | ---------------- | -------- | -------- | -------- | --------- | ------- | -------- | --------- | -------- | -------- | -------- | -------- | -------- | -------- | -------- | --- | ----- | -- | ----- |
| 2017 | BMW M6 GT3 | Philipp Eng      | OSC 1 10 | OSC 2 1  | LAU 1 17 | LAU 2 5   | SPL 1 3 | SPL 2 5  | ZAN 1 6   | ZAN 2 21 | NÜR 1 9  | NÜR 2    | SAC 1 3  | SAC 2 4  | HOC 1 17 | HOC 2 13 | 4°  | 116   | 7° | 121   |
| 2017 | BMW M6 GT3 | Ricky Collard    | OSC 1 10 | OSC 2 1  | LAU 1 17 | LAU 2 5   | SPL 1 3 | SPL 2 5  | ZAN 1     | ZAN 2    | NÜR 1    | NÜR 2    | SAC 1    | SAC 2    | HOC 1    | HOC 2    | 14° | 61    | 7° | 121   |
| 2017 | BMW M6 GT3 | Nicky Catsburg   | OSC 1    | OSC 2    | LAU 1    | LAU 2     | SPL 1   | SPL 2    | ZAN 1 6   | ZAN 2 21 | NÜR 1 9  | NÜR 2    | SAC 1 3  | SAC 2 4  | HOC 1 17 | HOC 2 13 | 19° | 55    | 7° | 121   |
| 2018 | BMW M6 GT3 | Timo Scheider    | OSC 1 3  | OSC 2 16 | MST 1 6  | MST 2 20  | SPL 1 2 | SPL 2 10 | NÜR 1 Rit | NÜR 2 28 | ZAN 1 7  | ZAN 2 25 | SAC 1 3  | SAC 2 8  | HOC 1 14 | HOC 2 4  | 6°  | 79    | 6° | 81    |
| 2018 | BMW M6 GT3 | Mikkel Jensen    | OSC 1 3  | OSC 2 16 | MST 1 6  | MST 2 20  | SPL 1 2 | SPL 2 10 | NÜR 1 Rit | NÜR 2 28 | ZAN 1 7  | ZAN 2 25 | SAC 1 3  | SAC 2 8  | HOC 1 14 | HOC 2 4  | 6°  | 79    | 6° | 81    |
| 2018 | BMW M6 GT3 | Dennis Marschall | OSC 1 15 | OSC 2 20 | MST 1 NP | MST 2 Rit | SPL 1 3 | SPL 2 28 | NÜR 1 23  | NÜR 2 29 | ZAN 1 27 | ZAN 2 19 | SAC 1 27 | SAC 2 16 | HOC 1 11 | HOC 2 11 | 28° | 15    | 6° | 81    |
| 2018 | BMW M6 GT3 | Victor Bouveng   | OSC 1 15 | OSC 2 20 | MST 1 NP | MST 2 Rit | SPL 1 3 | SPL 2 28 | NÜR 1 23  | NÜR 2 29 | ZAN 1 27 | ZAN 2 19 | SAC 1 27 | SAC 2 16 | HOC 1 11 | HOC 2 11 | 28° | 15    | 6° | 81    |

### Intercontinental GT Challenge
| Anno | Vettura    | Pilota                | 1     | 2     | 3       | 4     | 5     | Pos. | Punti |
| ---- | ---------- | --------------------- | ----- | ----- | ------- | ----- | ----- | ---- | ----- |
| 2019 | BMW M6 GT3 | Augusto Farfus        | BAT 4 | LGA 5 | SPA Rit | SUZ 5 | KYA 7 | 12°  | 38    |
| 2019 | BMW M6 GT3 | Martin Tomczyk        | BAT 4 | LGA 5 | SPA Rit | SUZ 5 | KYA 7 | 12°  | 38    |
| 2019 | BMW M6 GT3 | Chaz Mostert          | BAT 4 | LGA 5 | SPA     | SUZ   | KYA   | 17°  | 22    |
| 2019 | BMW M6 GT3 | John Edwards          | BAT   | LGA   | SPA Rit | SUZ   | KYA   | NC   | 0     |
| 2019 | BMW M6 GT3 | Nick Yelloly          | BAT   | LGA   | SPA     | SUZ 5 | KYA   | 20°  | 10    |
| 2019 | BMW M6 GT3 | Sheldon van der Linde | BAT   | LGA   | SPA     | SUZ   | KYA 7 | 22°  | 6     |